# José Manuel Garza Madero
José Manuel Garza Madero (ur. 15 stycznia 1952 w Monterrey) – meksykański duchowny katolicki, biskup pomocniczy Monterrey od 2020.

## Życiorys

### Prezbiterat
Święcenia kapłańskie otrzymał 8 września 1979 i został inkardynowany do archidiecezji Monterrey. Pracował głównie jako duszpasterz parafialny, był też m.in. diecezjalnym asystentem Odnowy w Duchu Świętym, wikariuszem biskupim oraz rektorem kościoła katedralnego.

### Episkopat
17 października 2020 papież Franciszek mianował go biskupem pomocniczym archidiecezji Monterrey, ze stolicą tytularną Tetci. Sakry udzielił mu 17 grudnia 2020 arcybiskup Rogelio Cabrera López.